# Линкълн (град)
Вижте пояснителната страница за други населени места с името Линкълн.
Линкълн (на английски: Lincoln, МФА: [lĭng'kən]) е административен център на графство Линкълншър. Намира се на река Уидам (Witham), на 213 км северно от Лондон. Населението на града наброява 105 447 души (2017 г.).

## История
През 47 пр.н.е. римляните превземат съществуващото на това място келтско селище и основават колонията „Линдум“ (Lindum Colonia), която става една от четирите регионални столици на римска Британия. Мястото е с изключителна стратегическа роля – разположено на хълм с изглед надалеч и с река, плавателна до морето. Градът е запазил значението си и при датското нахлуване. След Норманското нашествие Уилям I Завоевателя построява крепостта (1068 година) и започва строителството на катедралата (1072 година). Линкълн става една от първите укрепени бази на норманите. Оттук се развива и търговията с вълна с Фландрия – до 1369 година, когато средището се измества в Бостън. Поставя се и началото на манифактурното производство на земеделски машини и дренажната обработка на почвата за борба с наводненията и речните наноси (характерни за този район). До XVIII в. градът остава център на земеделски район, но по-късно и особено след откриването на железницата се развива машиностроенето. Тук е произведен първият в света танк, използван в Първата световна война.

## Забележителности
Главните забележителности на Линкълн са крепостта и катедралата. Крепостта (Lincoln Castle) е построена върху стария римски град и крепостни стени. Част от нея е служела за затвор чак до XIX в., като публичните екзекуции са събирали до 20-хилядно множество. Катедралата е четвъртата по големина в Англия, а кулата ѝ (83 м) е втора след катедралата в Солсбъри. Като цяло постройката е изключително внушителна. В основни линии е окончателно завършена през XII в.

## Спорт
Представителният футболен отбор на града се казва ФК Линкълн Сити.